# ヴェンゲルンアルプ鉄道Bhe4/8 141-144形電車

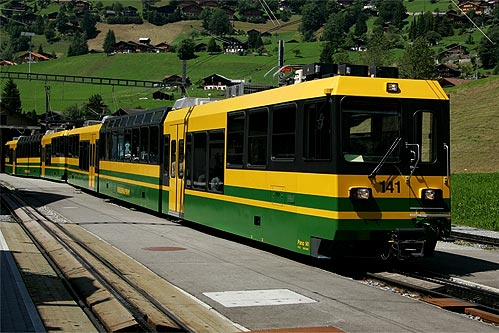
Bhe4/8 141号機ほか、重連での運行、グリンデンヴァルト・グルント駅、2005年

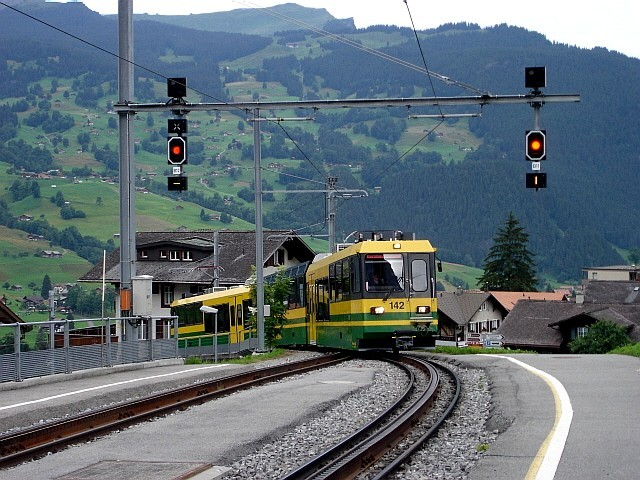
Bhe4/8 142号機、 グリンデンヴァルト駅、2009年

ヴェンゲルンアルプ鉄道Bhe4/8 141-144形電車(ヴェンゲルンアルプてつどうBhe4/8 141-144がたでんしゃ)は、スイス中央部の私鉄であるヴェンゲルンアルプ鉄道で使用される山岳鉄道用ラック式電車である。

## 概要
1893年に開業したヴェンゲルンアルプ鉄道はベルナーオーバーラント鉄道、ユングフラウ鉄道の間を結ぶ、ベルナーオーバーラント地方の軌間800mmの登山鉄道であり、これらの鉄道にラウターブルンネン-ミューレン山岳鉄道を加えてユングフラウ鉄道グループを形成しており、1909-10年に直流1500Vで電化されて小型ラック式電気機関車のHe2/2 51-65形が客車を押し上げある形態の列車で運行されていた。その後機材の近代化がなされ、1945-63年にBCFhe4/4 101-118形（称号改正および客室等級の変更を経て現在ではBDhe4/4 101-118形となっている）、1970年にABDhe4/4 119-124形（客室等級の変更により現在ではBDhe4/4 119-124形となっている）の計24両のラック式電車が導入され、客車および制御客車を押し上げる最長3両編成の列車で運行され、その後1988年に1編成あたりの両数を増やして輸送効率の向上を図ったBDhe4/8 131-134形2両4編成が導入されている。その後ヴェンゲルンアルプ鉄道ではさらなる輸送力増強と効率化を図るため、WAB2005計画と呼ばれる計画を進めることとなり、この計画に基づく6両編成の列車の運行のために2004年に3両4編成が導入された部分底床式電車が本項で述べるBhe4/8 141-144形である。
本形式は、従来ヴェンゲルンアルプ鉄道の電気機関車と電車を手がけてきたSLMが企業再編によってSulzer-Winproとなった1998年に同社のラック式鉄道車両部門を引継いだシュタッドラー・レールが主契約者となって設計されて車体および台車を製造しており、SLMから引き継いだ、2軸ボギー台車の片側車軸にラック式もしくはラック/粘着式駆動装置を装荷した偏心台車を有する車軸配置2z'2z'+2z'2z'もしくは1Az'1Az'+1Az'1Az'の標準型ラック式電車の走行装置と、シュタッドラーが開発した、2003年製のマッターホルン・ゴッタルド鉄道BDSeh4/8形や2005年製のツェントラル鉄道ABe130形などの、2軸ボギー・高床式の中間車の前後に、先頭側にのみ台車を装備する低床の先頭車を片持ち式に載せ掛ける方式の部分低床式電車で採用された車体構造を組み合わせた3車体固定編成のラック式区間専用電車であり、電機部品、主電動機はアドトランツ製のものを搭載している。また、本形式は前述のようなバリアフリー対応の機材となっているだけでなく、ヴェンゲルンアルプ鉄道の車両としては初めて冷房装置を搭載したほか、クッション付きの座席の採用や、中間車の屋根肩部に窓を設けて眺望をよくするなど、旅客サービスを向上させた機体となっている。なお、本形式は通称"PANO"と呼ばれており、車体の機番表記もBhe4/8 141号機では「PANO141」などのように表記される。機番とシュタッドラー製番、運行開始年月日、製造所は下記のとおり。
- 141- 827- 2004年5月7日 - Stadler/Bombardier
- 142 -829 - 2004年7月22日 - Stadler/Bombardier
- 143 -830 - 2004年9月9日 - Stadler/Bombardier
- 144 -831 - 2004年11月6日 - Stadler/Bombardier

## 仕様

### 車体・走行機器
- 本形式は3車体4台車の構成で車軸配置は2z'2z'2z'2z'、中間車体は車軸配置2z'2z'の2軸ボギー台車にラック用ピニオン1軸とその駆動装置を設置したラック式動台車付、先頭車のAおよびBは先頭側にのみ同じくラック式動台車が付き、連結側は中間車に載り掛かる片持式とすることで低床部の床面積を確保している。両先頭車は編成端側の動台車上が床面高さ950mmの高床式、その他の部分が350mmの低床部であり、中間車体は床面高さ950mmの高床式となっている。車体は直線で構成された6角形の断面を持つもので、側面運転室部分が左右に絞り込まれているほか、台車や中間車体の床下機器も車体内に組み込まれた形態となっており、中間車体の床下機器部分にのみ側面下部に点検蓋が設置されている。
- 正面はBDhe4/8形と類似のくの字型形状で、貫通扉付の平妻、2枚窓のスタイルとなっており、上部屋根中央二角形の前照灯が、車体下部左右の2箇所に角型の前照灯と標識灯のユニットが設置されている。なお、車体幅が狭いため貫通扉は片側に寄せて設置されているが、重連時に通行ができるよう、前位側（山頂側）前面は正面左側に、後位側は右側に設置されている。連結器は車体取付の+GF+式[8]ピン・リンク式自動連結器で、空気管1本が同時に連結できるほか、上部には制御回路等のための電気連結器を併設しているほか、連結器後部の車体下部に大型のスノープラウが設置されている。
- 車体は両先頭車体が編成端側から運転室、先頭台車上の高床部2等室、低床部2等室、デッキ、中間車体が全室高床式の2等室の構成となっており、窓扉配置は1321D1+8+1D1231（運転室窓-高床式2等室窓-低床2等室窓-デッキ窓-乗降扉-デッキ窓-（後位側先頭車体）+2等室窓（中間車体）+デッキ窓-乗降扉-デッキ窓-低床2等室窓-高床式2等室窓-運転室窓（前位側先頭車体）[9]、客室窓はいずれも大型のもので、先頭車体の高床式部は上段下降・下段下降窓、低床部は上部内開き窓、中間車体の高床式部は側面、肩部ともに固定窓、乗降扉は両開式で幅2800mmの電気式プラグドアとなっている。デッキと客室間は左右の仕切板のみで扉は設けられず、デッキには折り畳み式の補助席もしくはスキー板用のラックのどちらかが設けられるようになっている。
- 座席は従来の機体ので2+1列の3人掛けから2+2列の4人掛けに変更となった固定式クロスシートで、先頭車体の高床部には機器設置スペースとなっている運転室背面右側を除いた部分に2.5ボックスと低床部に2ボックス、中間車体に8ボックスが設置されるほか、先頭車体の運転室内の反運転席側に2席、連結面部分に1+1列の2席、デッキに取り外し式の2+2列の4席の計16席の補助席が設置可能となっており、座席定員は152名となっている。座席は勾配に合わせて傾斜したアルミ製の背摺りにヘッドレストのないもので、座面と背摺りに簡単なクッションが設置されている。室内は床面が赤褐色、壁面と天井中央部がライトグレー、両先頭車の側壁上部から天井側面にかけてが青色、窓枠が黒色で座席のクッションは青紫色系となっているほか、側壁の窓下部もモケット貼りとなっている。また、運転席機器類はダークグレーであるほか、正面窓内上部と乗降扉横の窓内上部、室内乗降扉横部にLED式の行先表示器が設置されている。
- 運転室は前位側が右側運転台、後位側が左側運転台でデスクタイプの運転台に縦型2ハンドル式のマスターコントローラーおよびブレーキハンドルが設置され、運転室横の窓は引違い式で電動式のバックミラーが設置されている。また、運転室と2等室間の仕切り壁は前面展望を確保するために上半部をガラス張りとしている。
- 屋根上は前後位側車体の編成端側にシングルアーム式のパンタグラフと機器箱、ブレーキ用抵抗器を搭載、連結面寄端部には空調装置を搭載している。なお、中間車体の屋根上には機器類は搭載されていない。
- 台車は鋼材組立式で、固定軸距は台車中心から山頂側（前位側）が短く、山麓側（後位側）が長い固定軸距2200mm[10]の偏心台車となっており、軸距の長い山麓側に定格出力220kWの主電動機とラック式の駆動装置を吊掛け式に装荷して、車軸にフリーで嵌込まれたピニオンを駆動する方式となっており、最高速度はBDhe4/8 131-134形とともに、旧来の機体の25km/hから引き上げられて同じ28km/hとなっている。枕ばねは空気ばねで軸箱支持方式は円筒案内式、牽引力伝達は台車枠の下を通る車体支持梁と台車枠横梁間の牽引棒で伝達される。また、ラック方式はラックレールがラダー式1条のリッゲンバッハ式の亜種であるパウリ-リッゲンバッハ式[11]で、車輪径、ピニオン径はともにBDhe4/8 131-134形やHe2/2 31-32形電気機関車と同じく、それぞれ728mmと637mmとなっている。
- 主制御装置はIGBT素子を使用したVVVFインバータ制御装置を2基搭載して4基の3相誘導電動機を駆動している。また、空気ブレーキ装置は2系統を装備しており、1系統は常用ブレーキとして主電動機端部に装備されたブレーキドラムに作用するもの、もう1系統は非常ブレーキとして、ピニオンに併設されたブレーキドラムに作用するもので、いずれのブレーキもばねブレーキを空気圧で解除する方式となっている。そのほか、電気ブレーキとして回生ブレーキと発電ブレーキ装備しており、発電ブレーキは架線停電時も動作可能なものとなっている。
- 車体塗装は上半部を黄色、下半部緑色として裾部に黄色帯を入れ、窓まわりを黒としたもので、正面中央に機番が、中央車体の側面下部中央にWENGERNALPBAHNのロゴが入るものとなっている。なお、編成端の車体裾部には形式名が入り、手摺類はステンレス地色、屋根および集電装置はグレーとなっている。

### 主要諸元
- 軌間：800mm
- 電気方式：DC1500V架空線式
- 軸配置：2z'2z'2z'2z'
- 最大寸法：全長41830mm、全幅2300mm、全高3800mm
- 軸距：1800mm
- 車輪径：728mm
- ピニオン有効径：637mm
- 自重：47.5t
- 定員：2等座席152名（うち折畳席16名）、立席86名
- 走行装置
  - 主制御装置：IGBT使用のVVVFインバータ制御
  - 主電動機：かご形三相誘導電動機×4台（定格出力：880kW）
  - 牽引力：180kN（通常最大）、240kN（最大）
- 最高速度：28km/h（登り）、28.0km/h（下り100パーミル）、27.0km/h（120パーミル）、21.5km/h（下り180パーミル）、14.0km/h（下り250パーミル）
- ブレーキ装置：発電ブレーキ、回生ブレーキ、空気ブレーキ、ばねブレーキ

## 運行

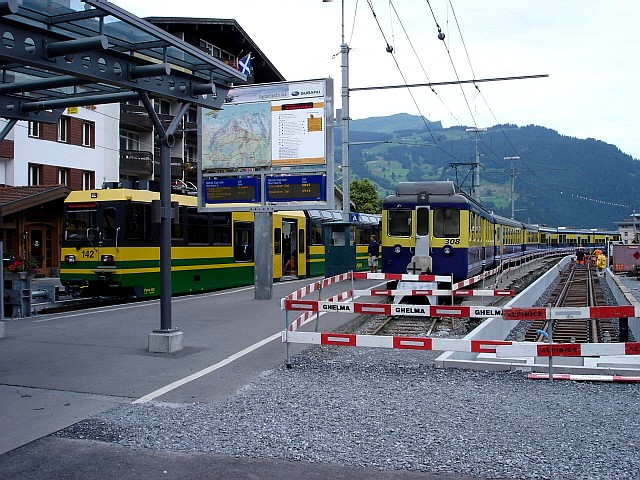
グリンデンヴァルト駅で接続するベルナーオーバーラント鉄道の列車と並ぶBhe4/8 142号機、2009年

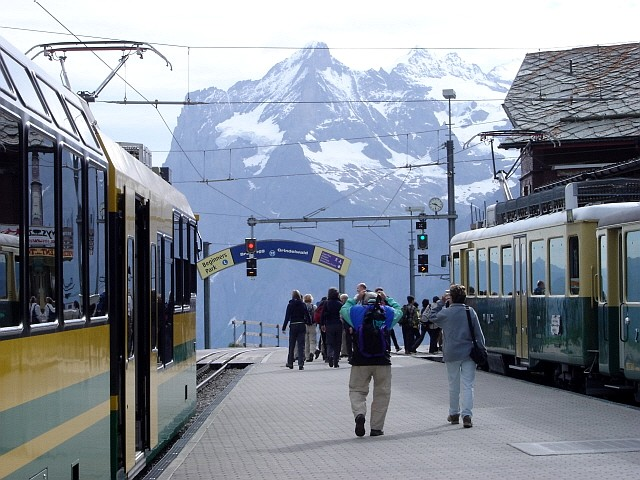
クライネ・シャイデック駅に停車するBhe4/8形の列車とBDhe4/4 101-118形の列車、2009年

- 製造後はヴェンゲルンアルプ鉄道の全線で運行されているが、この路線はインターラーケン・オストから出るベルナーオーバーラント鉄道に接続する標高795mのラウターブルンネン（右回りルート）もしくは1034mのグリンデルヴァルト（左回りルート）からユングフラウ鉄道に接続する標高2061mのクライネ・シャイデックに至る右回りルート全長8.64km、左回りルート全長10.47km、全線パウリ・リッゲンバッハ式のラック区間で最急勾配250パーミルの山岳路線である。
- WAB2005計画による本形式の導入に伴い、グリンデンヴァルト側の列車が最大6両編成で運行されることとなり、通常運行に使用される3運行のうち2運行がBhe4/8 141-144形の重連からなる6両2編成、1運行がBDhe4/8形2編成（主にBDhe4/8 132号機とBDhe4/8 134号機）とBt 251-253形1編成からなる6両1編成となっており、本形式と、BDhe4/8形と編成を組む、2003年シュタッドラー・レール製のBt 251-253形部分低床式制御客車によってバリアフリー化が図られるとともに、輸送力の増強と続行運転の廃止による運行の効率化が図られている。なお、シーズンオフ時には単行でラウターブルンネン側で運行されることもある。
- なお、本形式は偏心台車のラック式駆動装置側が常時勾配の下側に配置されるように運行される必要があるため、勾配の上り下りが変化するクライネ・シャイデックおよびグリンデルヴァルト=グランドの両駅はスイッチバック式となっている。